# 長棘銀鱸
長棘銀鱸（学名：Gerres filamentosus），又稱曳絲鑽嘴魚，俗名碗米仔，為輻鰭魚綱鱸形目鑽嘴魚科的其中一個種。

## 分布
本魚分布於印度西太平洋區，包括東非、馬達加斯加、模里西斯、留尼旺、塞席爾群島、馬爾地夫、紅海、波斯灣、阿拉伯海、斯里蘭卡、印度、孟加拉灣、安達曼海、泰國、緬甸、柬埔寨、馬來西亞、菲律賓、印尼、日本、台灣、中國沿海、新幾內亞、馬里亞納群島、帛琉、密克羅尼西亞、馬紹爾群島、諾魯、斐濟群島、萬納杜、澳洲、所羅門群島、新喀里多尼亞等海域。

## 深度
水深1至30公尺。

## 特徵
本魚體呈卵圓形，側扁，體色銀白色，背鰭第二硬棘延長成絲狀，體側有淡青色斑點。背鰭硬棘9枚、軟條10至11枚；臀鰭硬棘2至3枚、軟條7至8枚。體長可達35公分。

## 生態
屬於熱帶、亞熱帶之小型底棲性魚類，棲息在沿岸具沙泥底質的海域，有時溯入河流中或礁岩潮池中，其習性為一停一游的方式，以小型無脊椎動物為食。

## 經濟利用
為中小型食用魚，多刺，適合以油炸的方式食用。